# موناكو
مُونَاكُو ورسمِيًّا إمَارَةُ مُونَاكُو (بالفَرَنْسِيّة: Principauté de Monaco) أو (بإيطالِيّة: Principato di Monaco) أو (بالقُسْطَانِيَّة: Principat de Mónegue) أو (بالمُونَاكيّة: Principatu de Múnegu) هِي إمَارة ذَات سِيادة على شَاطِئ البَحْر ٱلأبيَض المُتَوسّط في مِنطَقَة الرِيفْيِيرا الفَرَنْسِيّة. تُحِيطها الجُمهُوريّة الفَرَنسِيَّة من ثَلَاث جِهات، ويبعد مركزُها حوالِي 16 كم عن الجمهوريّة الإيطاليّة. وتبلُغ مِساحتها حوالِي 1.98 كم²، ويصلُّ عدد سُكّانها نحوِ 37.308 نَسَمَة. وتُعدّ بذَلك ٱلْبلد الأكْثر كَثَافة سُكّانِيّة في العالَم. يُعد النَّاتِج المحلّي الإجمالِيّ لمُونَاكُو الأَعْلى في العالَم للفَرد الواحِد عند 151,630$. تمتلِك مُونَاكُو أعلى مأمول حياة في العالَم عند ما يُقارِب 90 عاماً (تَقْدِيرَات وكَالة المُخابَرات المركَزِيّة 2011) وأَدنَى مُعَدّل للبطَالة بنِسبَة 2% مع وُجُود حوالِي 40,000 من العُمّال  المُتنقّلِين من فَرَنْسَا وإيِطَالِيَا كُلّ يوم. بعد التوسُّع الْأَخِير في مِيْناء هِرَقْل، أصبحت مِساحة مُونَاكُو الإجمالِيّة 2.05 كم² مع وُجُود خُطط جدِيدة لتَوْسِيع  فُونتفياي بإِستِصلاح أراضٍ من البَحْر ٱلأبيَض المُتَوسّط.
مُونَاكُو إمَارة يَحْكُمُهَا شَكّل من أَشكَال الحُكم المِلكِيّ الدُسْتُورِيّ حيثُ الأمِير أَلْبِير الثّانِي قائِد الدَوْلَة. حَكَم آل غرِيمالدي مُونَاكُو مُنْذُ عام 1297 بِاستِثناء فترَات قَصِيرة. تم الاعتراف رسميًا بسيادة الدولة بموجب معاهدة بين فَرَنْسَا ومُونَاكُو عام 1861. على الرغم من أن مُونَاكُو مستقلة وتسعى لسياسة خارجية مستقلة، إلا أن الدفاع الوطني يقع على عاتق فرنسا.

## التاريخ
اسم مُونَاكُو يأتي من القرن السادس قبل الميلاد القريبة من المستعمرة اليونانية Phocaean. التي أشار إليها الليغوريين كما مونويكوس، من اليونانية "μόνοικος"، و«بيت واحد»، من "μόνος" (مونوس) «وحيد أو مفرد» + «البيت» الذي يحمل معنى إحساس الناس إما استقرار في «سكن واحد» أو «العيش بعيدًا» عن الآخرين. ووفقًا لأسطورة قديمة، فقد مر هرقل من خلال منطقة موناكو وتحول بعيدًا عن الآلهة السابقة. ونتيجة لذلك، تم بناء معبد هناك، ومعبد هرقل مونويكوس. لأن المعبد الوحيد في هذه المنطقة كان «منزل» هرقل، وكانت المدينة تسمى مونويكوس.

### القرن العشرين
حتى ثورة موناكو في عام 1910 تم إقرار الدستور عام 1911، وكان أمراء مُونَاكُو ذوي حكم ملكي مطلق. ومع ذلك كان الدستور الجديد قد خفض بالكاد من الحكم الاستبدادي لأسرة غريمالدي، وعلى أي حال سرعان ما قام الأمير ألبير الأول بتعليقه.
في شهر يوليو عام 1918، تم التوقيع على معاهدة بين فرنسا وموناكو، التي تنص على حماية فرنسية محدودة على موناكو. وأقرت المعاهدة في عام 1919 بموجب معاهدة فرساي، التي أنشئت تلك السياسة الدولية لموناكو التي سوف تتماشى مع المصالح السياسية والعسكرية والاقتصادية الفرنسية، وحل أزمة الخلافة في موناكو.

## الجغرافيا

### الطبيعة
طبيعتها الجبلية وموقعها على ساحل البحر الأبيض المتوسط، ومحاذاتها للريفييرا الفرنسية والحدود الإيطالية القريبة أعطاها جمالا فريدا من نوعه. تبلغ مساحتها 0.7 ميل مربع. تبعد 18 كم عن مدينة نيس الفرنسية، كما أنها تقع تحديداً على بداية هضاب جبال الألب، أعلى مرتفعاتها يبلغ 140 متر.

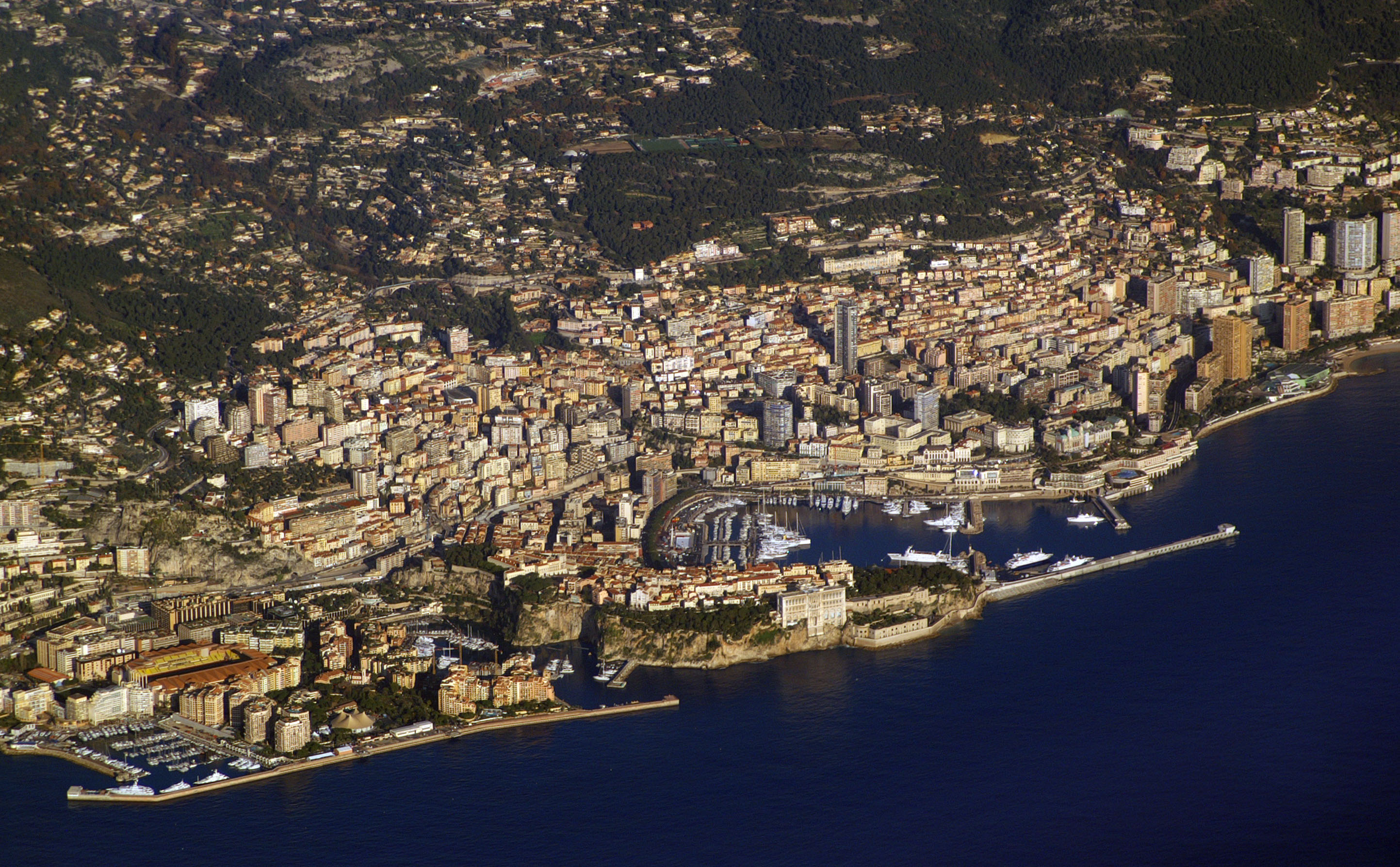
منظر لموناكو من الجو

## المناخ
| البيانات المناخية لـموناكو        | البيانات المناخية لـموناكو | البيانات المناخية لـموناكو | البيانات المناخية لـموناكو | البيانات المناخية لـموناكو | البيانات المناخية لـموناكو | البيانات المناخية لـموناكو | البيانات المناخية لـموناكو | البيانات المناخية لـموناكو | البيانات المناخية لـموناكو | البيانات المناخية لـموناكو | البيانات المناخية لـموناكو | البيانات المناخية لـموناكو | البيانات المناخية لـموناكو |
| الشهر                             | يناير                      | فبراير                     | مارس                       | أبريل                      | مايو                       | يونيو                      | يوليو                      | أغسطس                      | سبتمبر                     | أكتوبر                     | نوفمبر                     | ديسمبر                     | المعدل السنوي              |
| --------------------------------- | -------------------------- | -------------------------- | -------------------------- | -------------------------- | -------------------------- | -------------------------- | -------------------------- | -------------------------- | -------------------------- | -------------------------- | -------------------------- | -------------------------- | -------------------------- |
| متوسط درجة الحرارة الكبرى °م (°ف) | 12.3 (54.1)                | 12.5 (54.5)                | 14.0 (57.2)                | 16.1 (61.0)                | 19.4 (66.9)                | 23.0 (73.4)                | 25.8 (78.4)                | 25.9 (78.6)                | 23.8 (74.8)                | 19.9 (67.8)                | 16.1 (61.0)                | 13.4 (56.1)                | 18.5 (65.3)                |
| المتوسط اليومي °م (°ف)            | 10.2 (50.4)                | 10.4 (50.7)                | 11.8 (53.2)                | 13.9 (57.0)                | 17.1 (62.8)                | 20.8 (69.4)                | 23.5 (74.3)                | 23.7 (74.7)                | 21.6 (70.9)                | 17.8 (64.0)                | 14.0 (57.2)                | 11.4 (52.5)                | 16.4 (61.5)                |
| متوسط درجة الحرارة الصغرى °م (°ف) | 8.1 (46.6)                 | 8.2 (46.8)                 | 9.6 (49.3)                 | 11.6 (52.9)                | 14.8 (58.6)                | 18.5 (65.3)                | 21.2 (70.2)                | 21.5 (70.7)                | 19.3 (66.7)                | 15.6 (60.1)                | 11.9 (53.4)                | 9.3 (48.7)                 | 14.1 (57.4)                |
| الهطول مم (إنش)                   | 82.7 (3.26)                | 76.4 (3.01)                | 70.5 (2.78)                | 62.2 (2.45)                | 48.6 (1.91)                | 36.9 (1.45)                | 15.6 (0.61)                | 31.3 (1.23)                | 54.4 (2.14)                | 108.2 (4.26)               | 104.2 (4.10)               | 77.5 (3.05)                | 768.5 (30.26)              |
| متوسط أيام هطول الأمطار           | 6.8                        | 6.4                        | 6.1                        | 6.3                        | 5.2                        | 4.1                        | 1.9                        | 3.1                        | 4.0                        | 5.8                        | 7.0                        | 6.0                        | 62.7                       |
| ساعات سطوع الشمس الشهرية          | 148.8                      | 152.6                      | 201.5                      | 228.0                      | 269.7                      | 297.0                      | 341.0                      | 306.9                      | 240.0                      | 204.6                      | 156.0                      | 142.6                      | 2٬668٫7                    |
| المصدر: Monaco website            |                            |                            |                            |                            |                            |                            |                            |                            |                            |                            |                            |                            |                            |

## السكان
يقدر عدد سكان مُونَاكُو 38,000 شخص.

### اللغة
سكان مُونَاكُو أقلية مقارنةً بالأجانب المقيمين فيها، معظم السكان فرنسيون، وبموجب الدستور مُنع بعد عام 1958 منْح الجنسية لأي فرنسي. يلي الفرنسيين الموناكويون والإيطاليون، اللغة الفرنسية هي اللغة الرسمية، بينما يتكلم الموناكويون الأصليون اللهجة الموناكية المنحدرة من لهجة أهل جنوا، الإنجليزية والإيطالية مستعملتان بكثرةٍ في البلاد.

### الديانة
الدين الرسمي هو المسيحية الكاثوليكية، حرية الأديان مضمونة ضمن بنود الدستور، (19 نوفمبر) الذي يطلق عليه «عيد الأمير» هو اليوم الوطني في موناكو.

## السياسة

### النظام السياسي
مُونَاكُو هي إمارة دستورية منذ 1911، رأس الدولة هو الأمير. الجهاز التنفيذي للإمارة هو وزير الدولة أو رئيس الوزراء الذي يرأس بدوره طاقم وزاري مكون من أربع أعضاء فقط، وزير الدولة يجب أن يكون فرنسي الجنسية، يختاره الأمير من ضمن عدة مرشحين تقدمهم الحكومة الفرنسية، حسب دستور البلاد الصادر عام 1962، فإن الأمير يشارك البرلمان السلطة على الإمارة، البرلمان مكون من 24 عضواً، ينتخبون كل 5 سنوات.

### السياسة الخارجية
من خلال فرنسا، فإن موناكو أيضاً عضو في اتفاق الشنغن، الإمارة عضو منذ عام 1993 في الأمم المتحدة و2004 في المجلس الأوروبي. يمثل الإمارة سفير في الإتحاد الأوروبي في بروكسل منذ عام 2000.

## الاقتصاد والبنية التحتية
يعتمد اقتصاد الإمارة على السياحة والضرائب، كما تشكل دور لعب القمار (كازينو) نسبة 5% من اقتصاد البلاد، التي انخفضت تدريجياً، حيث كانت تشكل نسبة 70% بعد الحرب العالمية الثانية مباشرة، ميزانية الدولة تبلغ حوالي مليار يورو سنوياً، كثير من مشاهير العالم يتخذون من مُونَاكُو مقراً لهم بسبب جمالها ونظامها الضريبي الأكثر تساهلا من الأنظمة الضريبة في أوروبا. يذكر بأنه لايوجد ضريبة للدخل للفرد في مُونَاكُو.

### المطارات
أقرب مطار دولي موجود في مدينة نيس الفرنسية.

## الثقافة
يغلب علي ثقافة مُونَاكُو الطابع التاريخي لوجود بعض الأماكن الأثرية والتاريخية بها بالإضافة إلى أن الثقافة تكاد تكون مشابهة تمامًا للثقافة الفرنسية بسبب قرب المسافة بين الدولتين.

### المهرجانات
اشتهرت الإمارة بالمهرجانات الموسيقية والفنية الأخرى التي تقام سنوياً برعاية الدولة، تقام أيضاً سنوياً سباقات الجائزة الكبرى للسيارات (الفورمولا 1) على شوارع مُونَاكُو.

### الرياضة
كما أن نادي موناكو لكرة القدم هو أحد أبطال الدوري الفرنسي الممتاز.

## وصلات خارجية
- www.monaco.gouv.mc : موقع حكومي
- www.monaco.net : بوابة عن الإمارة
- https://geography.about.com/library/cia/blcmonaco.htm : معلومات عن الإمارة